# 榎本義法
榎本 義法（えのもと よしのり、1969年（昭和44年）1月7日 - ）は、日本の政治家。群馬県富岡市長（2期）。

## 来歴
群馬県出身。富岡市立西小学校、富岡市立富岡中学校、群馬県立富岡高等学校卒業。1991年（平成3年）3月、東京経済大学経営学部卒業。高校、大学、社会人を通じてラグビー部に所属した。同年4月、太陽神戸三井銀行に就職。1994年（平成6年）3月、さくら銀行を退職。同年4月、学校法人榎本学園に転職。
2005年（平成17年）1月、富岡青年会議所理事長に就任。
2007年（平成19年）1月、日本青年会議所常任理事に就任。
2009年（平成21年）1月、日本青年会議所副会頭に就任。
2014年（平成26年）4月13日に行われた富岡市長選挙に立候補するも、元職の岩井賢太郎に敗れ落選。投票率は61.59％。
2018年（平成30年）4月15日に行われた富岡市長選挙で現職の岩井賢太郎（自民党・公明党推薦）との一騎打ちを制し初当選を果たした。4月23日、市長就任。選挙の結果は以下のとおり。
※当日有権者数：41,145人 最終投票率：58.40%（前回比：－3.19pts）
| 候補者名   | 年齢 | 所属党派 | 新旧別 | 得票数   | 得票率 | 推薦・支持             |
| ---------- | ---- | -------- | ------ | -------- | ------ | ---------------------- |
| 榎本義法   | 49   | 無所属   | 新     | 13,004票 | 55.06% |                        |
| 岩井賢太郎 | 76   | 無所属   | 現     | 10,615票 | 44.94% | （推薦）自民党・公明党 |

2022年4月17日投開票の市長選挙で再選。

## 著作等
- 『他力による、自己革新』（2016年4月、マルジュ社）

## 年表
- 1991年 - 東京経済大学卒業。株式会社太陽神戸三井銀行に入行。
- 1994年 - さくら銀行退社。榎本学園幼稚園入社。
- 1999年 - 七日市幼稚園の園長に就任。
- 2012年 - 法政大学大学院政治学研究科修士課程修了。